# 神赐天赋名单
神赐天赋名单（Gottbegnadeten-Liste）又名重要艺术家豁免名单，是纳粹德國当局制定的一份36页的名单，名單上列出的是纳粹德國認定的对納粹德國藝術有重大价值的艺术家。国民教育与宣传部部长約瑟夫·戈培爾和德国最高领袖阿道夫·希特勒于1944年9月共同制定了该名单。名单中唯一的外国人是荷兰演员约翰内斯·希斯特。